# Lionel Barrymore
Lionel Barrymore, geboren als Lionel Herbert Blythe (Philadelphia (Pennsylvania), 28 april 1878 - Van Nuys (Californië), 15 november 1954) was een Amerikaans acteur.

## Biografie

### Carrière

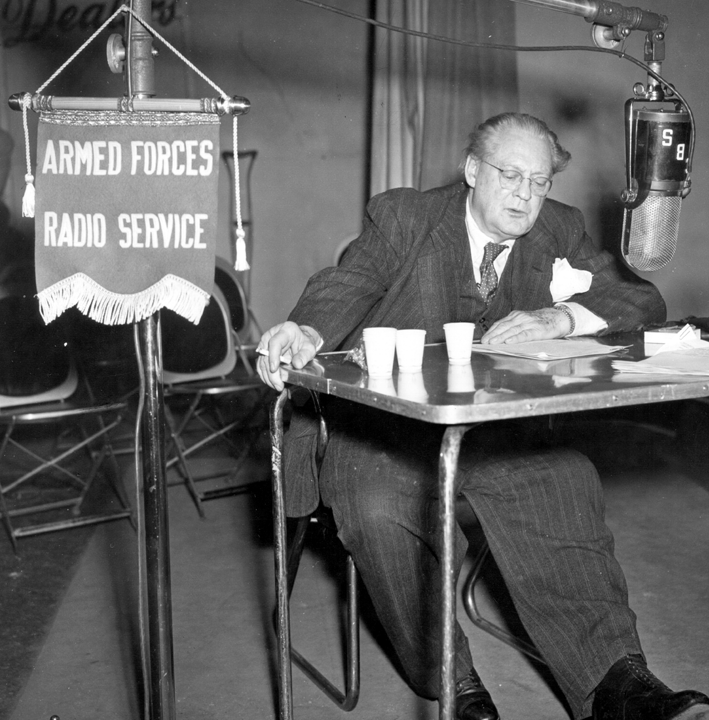
Lionel Barrymore

Lionel Barrymore was voor het eerst op het doek te zien in 1908. Pas 3 jaar later, in 1911, werd hij echt acteur. Tussen 1911 en 1917 maakte Lionel 93 films. Later ging Lionel bij de filmproductie MGM werken. Hij was hun favoriet en werkte daarom non-stop in de beroemdste films. Ook bewees hij zichzelf als regisseur in de periode van 1929-1931. Lionel was het beroemdst in de jaren 30, 40 en 50. In 1930 kreeg Lionel een Academy Award voor zijn rol in de film A Free Soul. Hij werkte als acteur tot zijn dood.

### Privé
Lionel Barrymore werd als Lionel Herbert Blythe geboren in Philadelphia op 28 april 1878. Lionels familie is een echte familie van het theater/film: zijn moeder, Georgiana Drew, was een actrice, zijn grootvader was de legendarische theater-acteur John Drew.
Zijn zus is Ethel Barrymore en zijn broer is John Barrymore. Hij is de oom van John Drew Barrymore en de oudoom van Drew Barrymore.
Op 19 juni 1904 trouwde Lionel met de negen jaar jongere toneel- en filmactrice Doris Rankin. Ze scheidden bijna 19 jaar later, in maart 1923. Drie maanden later, op 14 juni 1923, trouwde hij met de negen jaar jongere toneel- en filmactrice Irene Fenwick. Zij stierf op 24 december 1936 aan anorexia.
Lionel stierf op 76-jarige leeftijd aan een hartaanval op 15 november 1954 .

## Geselecteerde filmografie
- 1926: The Lucky Lady (Raoul Walsh)
- 1926: The Temptress (Fred Niblo)
- 1927: The Show (Tod Browning)
- 1928: Sadie Thompson (Raoul Walsh)
- 1928: The Lion and the Mouse (Lloyd Bacon)
- 1928: West of Zanzibar (Tod Browning)
- 1929: The Mysterious island (Lucien Hubbard)
- 1931: A Free Soul (Clarence Brown)
- 1931: The Yellow Ticket (Raoul Walsh)
- 1931: Mata Hari (George Fitzmaurice)
- 1932: Broken Lullaby (Ernst Lubitsch)
- 1932: Arsène Lupin (Jack Conway)
- 1932: Grand Hotel (Edmund Goulding)
- 1933: Dinner at Eight (George Cukor)
- 1934: The Girl from Missouri  (Jack Conway)
- 1934: Treasure Island (Victor Fleming)
- 1936: The Devil-Doll (Tod Browning)
- 1936: The Gorgeous Hussy (Clarence Brown)
- 1936: Camille (George Cukor)
- 1937: Saratoga (Jack Conway)
- 1937: Navy Blue and Gold (Sam Wood)
- 1937: Captains Courageous (Victor Fleming)
- 1938: You Can't Take It With You (Frank Capra)
- 1938: A Yank at Oxford(Jack Conway)
- 1938: Test Pilot (Victor Fleming)
- 1945: Between Two Women (Willis Goldbeck)
- 1946: It's a Wonderful Life (Frank Capra)
- 1946: Duel in the Sun (King Vidor)
- 1948: Key Largo (John Huston)
- 1949: Down to the Sea in Ships (Henry Hathaway)
- 1950: Right Cross (John Sturges)